# Грузька (притока Кальміусу)
Грузька — річка в Україні, ліва притока Кальміусу. Басейн Азовського моря. Довжина 47 км. Площа водозбірного басейну 517 км². Похил 2,2 м/км. Долина трапецієподібна, завширшки до 2 км. Річище слабкозвивисте, замулене, шириною до 5 м. Використовується сільським господарством та на водопостачання населенню.
Бере початок біля Макіївки. Тече територією міст Макіївка, Донецьк та Кальміуського району Донецької області.

## Притоки
Ліві: Калинова, Балка Холодна, Колесникова, Балка Вербова, Балка Зайцева, Балка Кисельова, Балка Очеретина.
Праві: Балка Кислична.

## Населені пункти
Над річкою розташовані такі смт та міста (від витоків до гирла): Макіївка, смт Межове, смт Грузько-Зорянське, смт Грузько-Ломівка, Моспине, смт. Горбачево-Михайлівка.